# Scytalopus canus
Scytalopus canus là một loài chim trong họ Rhinocryptidae.